# Friedrich Hochbaum
Friedrich Hochbaum (Maagdenburg, 7 augustus 1894 - Kamp Woikowo, nabij Moskou, 28 januari 1955) was een Duitse officier en General der Infanterie tijdens de Tweede Wereldoorlog. Tijdens zijn dienst werd hij onderscheiden met het Ridderkruis van het IJzeren Kruis met Eikenloof. Hochbaum werd in mei 1945 gevangengenomen door Sovjettroepen en stierf op 28 januari 1955 in krijgsgevangenkamp 5110/48 Vojkovo in Russische krijgsgevangenschap. Hij werd begraven op het kerkhof van kamp Tschernzy.

## Militaire loopbaan
- General der Infanterie: 1 september 1944[2][6][7]
- Generalleutnant: 10 juli 1943[2][6][7]
- Generalmajor: 18 december 1942[2][6][7]
- Oberst: 17 december 1940[2][6]
- Oberstleutnant: 23 januari 1938[2][6]
- Major: 1 juni 1935[2][6]
- Hauptmann: 1 februari 1929[2][6]
- Oberleutnant: 1 mei 1924[2][6]
- Leutnant: 10 augustus 1914[2][6]
- Fähnrich: 27 januari 1914[2][6]
- Fahnenjunker-Unteroffizier: 18 oktober 1913[6]
- Fahnenjunker: 24 mei 1913[2][6]

## Decoraties
Selectie:
- Ridderkruis van het IJzeren Kruis (nr.2004) op 22 augustus 1943 als Generalleutnant en Commandant van de 34e Infanteriedivisie (nr.486)[8][9][2][7]
- Ridderkruis van het IJzeren Kruis met Eikenloof (nr.486) op 4 juni 1944 als Generalleutnant en Commandant van het 34e Infanteriedivisie[10][9][2][7]
- Duitse Kruis in goud op 25 april 1942 als Oberst en Commandant van het 253e Infanterieregiment[6][9][2][7]
- IJzeren Kruis 1914, 1e Klasse (5 augustus 1916)[2] en 2e Klasse (10 oktober 1914)[2][11][12]
- Herhalingsgesp bij IJzeren Kruis 1939, 1e Klasse (21 augustus 1941)[2] en 2e Klasse (3 juli 1941)[2][11]
- Gewondeninsigne 1918 in zwart[12][2]
- Silezische Adelaar 2e Klasse[2]
- Ridderkruis in de Saksisch-Ernestijnse Huisorde met Zwaarden[12][2]
- Hij werd tweemaal genoemd in het Wehrmachtsbericht. Dat gebeurde op:

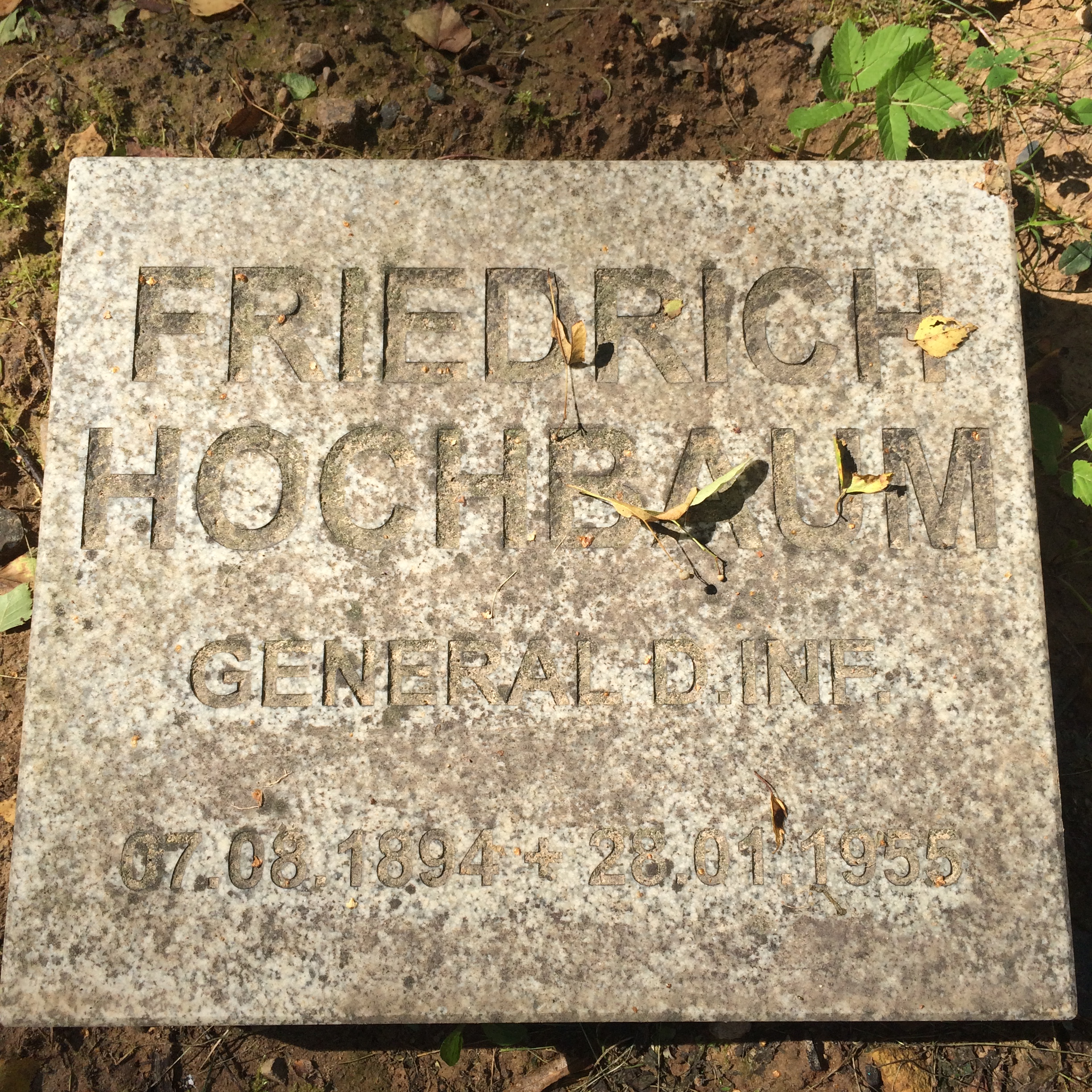
Grafsteen van Generaal der Infanterie Friedrich Hochbaum op de Duitse Oorlogsbegraafplaats Wojkowo / Tschernzy.

- 14 februari 1944[2][13]
- 12 maart 1944[2][14]